# Lluís Descatllar i Desbac
Lluís Descatllar i Desbac (?, 1596 — ?, 1645) va ser senyor de Besora i del Catllar. Va ser regent de la tresoreria (1627-29) i conegut perseguidor de bandolers. Durant la guerra dels Segadors va lluitar al costat de la Generalitat a Barcelona, a Vic i a Camprodon.